# 최소은
최소은(1989년 11월 30일 ~ )은 대한민국의 배우이다.

## 연기 활동

### 드라마
- 2013년 MBC 일일연속극 《오로라 공주》 ... 숙정 역
- 2014년 MBC 주말연속극 《왔다! 장보리》 ... 연민정의 친구 역

### 영화
- 2009년 《너와 나의 21세기》 ... 은아 역
- 2010년 《괴롭히는 여자》 ... 지연 역
- 2013년 《물고기》 ... 지연 역